# Ievgueni Loutsenko
Ievgueni Olegovitch Loutsenko (en russe : Евгений Олегович Луценко) est un footballeur russe né le 20 août 1991 à Orenbourg. Il évolue au poste d'avant-centre à l'Arsenal Toula.

## Biographie
Natif d'Orenbourg, Ievgueni Loutsenko rejoint dans sa jeunesse l'école de football du FSM Moscou avant de signer son premier contrat professionnel avec le Torpedo Moscou en 2004, faisant ses débuts en équipe première la même année le 24 septembre lors d'un match de championnat contre le Krylia Sovetov Samara, à l'âge de 17 ans. Les saisons qui suivent le voit progressivement devenir un titulaire régulier au sein de l'équipe, malgré sa relégation en deuxième division à l'issue de l'exercice 2006, cumulant en tout 113 rencontres jouées pour 10 buts marqués avec le club. Durant cette période, il est également appelé au sein de la sélection espoirs de Boris Stoukalov, disputant quatre rencontres et marquant un but.
Quittant Moscou en fin d'année 2008, Loutsenko rejoint dans un premier temps le Stavropolyé-2009 en troisième division pour le début de saison 2009 avant de faire son retour dans l'élite dès l'été 2009 en signant au FK Rostov. Il y est cependant peu utilisé et est notamment prêté au Saliout Belgorod pour la fin de saison 2010 avant de quitter Rostov pour rejoindre le SKA-Energia Khabarovsk en début d'année 2011, club où il passe deux saisons et cumule 77 rencontres pour 22 buts, prenant notamment part à un barrage de promotion en première division à l'issue de la saison 2012-2013, finalement perdu contre son ancien club Rostov.
À l'issue de cette dernière saison, Loutsenko signe au Mordovia Saransk à l'été 2013 et remporte dès sa première saison le championnat de deuxième division avant de disputer deux saisons supplémentaires au premier échelon, inscrivant notamment dix buts lors de l'exercice 2015-2016, ce qui n'empêche cependant pas le Mordovia de terminer dernier et d'être relégué,. Dans la foulée, il est recruté par le Dynamo Moscou, lui aussi relégué à la fin de cette dernière saison, avec qui il remporte une nouvelle fois la deuxième division. Il reste là aussi deux saisons supplémentaires, cumulant finalement 86 matchs joués pour 15 buts marqués.
Il rejoint l'Arsenal Toula à l'été 2019 et prend notamment part à sa première campagne européenne en disputant deux matchs de Ligue Europa contre le Neftchi Bakou lors de la phase qualificative. En championnat, il se distingue lors du mois de décembre 2019 en inscrivant un deux buts et délivrant deux passes décisives lors des deux  victoires de son club contre le CSKA et le Lokomotiv Moscou, ce qui lui vaut d'être élu joueur du mois. Il termine par la suite la saison sur un bilan de quinze buts en 29 matchs de championnat, ce qui lui permet de se classer troisième meilleur buteur de la compétition. Ses performances lui valent alors d'être appelé au sein de la sélection russe par Stanislav Tchertchessov durant le mois d'août 2020, mais une blessure contractée quelques jours plus tard l'empêche de prendre part au rassemblement.

## Statistiques
| Saison                | Club                    | Championnat           | Championnat | Championnat | Coupe(s) nationale(s) | Coupe(s) nationale(s) | Compétition(s) continentale(s) | Compétition(s) continentale(s) | Compétition(s) continentale(s) | Total | Total |
| Saison                | Club                    | Division              | M.          | B.          | M.                    | B.                    | Comp.                          | M.                             | B.                             | M.    | B.    |
| 2004                  | Torpedo Moscou          | D1                    | 1           | 0           | -                     | -                     | -                              | -                              | -                              | 1     | 0     |
| 2005                  | Torpedo Moscou          | D1                    | 18          | 1           | 3                     | 1                     | -                              | -                              | -                              | 21    | 2     |
| 2006                  | Torpedo Moscou          | D1                    | 23          | 3           | 5                     | 0                     | -                              | -                              | -                              | 28    | 3     |
| 2007                  | Torpedo Moscou          | D2                    | 24          | 1           | 3                     | 0                     | -                              | -                              | -                              | 27    | 1     |
| 2008                  | Torpedo Moscou          | D2                    | 35          | 4           | 1                     | 0                     | -                              | -                              | -                              | 36    | 4     |
| Sous-total            | Sous-total              | Sous-total            | 101         | 9           | 12                    | 1                     | -                              | -                              | -                              | 113   | 10    |
| 2009                  | Stavropolyé-2009        | D3                    | 12          | 0           | -                     | -                     | -                              | -                              | -                              | 12    | 0     |
| 2009                  | FK Rostov               | D1                    | 6           | 0           | -                     | -                     | -                              | -                              | -                              | 6     | 0     |
| 2010                  | FK Rostov               | D1                    | 5           | 0           | -                     | -                     | -                              | -                              | -                              | 5     | 0     |
| 2010                  | Saliout Belgorod (prêt) | D2                    | 10          | 1           | -                     | -                     | -                              | -                              | -                              | 10    | 1     |
| 2011-2012             | SKA-Energia Khabarovsk  | D2                    | 44          | 13          | 1                     | 0                     | -                              | -                              | -                              | 45    | 13    |
| 2012-2013             | SKA-Energia Khabarovsk  | D2                    | 31          | 8           | 1                     | 1                     | -                              | -                              | -                              | 32    | 9     |
| Sous-total            | Sous-total              | Sous-total            | 117         | 22          | 2                     | 1                     | -                              | -                              | -                              | 119   | 23    |
| 2013-2014             | Mordovia Saransk        | D2                    | 26          | 4           | 2                     | 0                     | -                              | -                              | -                              | 28    | 4     |
| 2014-2015             | Mordovia Saransk        | D1                    | 22          | 2           | 3                     | 1                     | -                              | -                              | -                              | 25    | 3     |
| 2015-2016             | Mordovia Saransk        | D1                    | 27          | 10          | -                     | -                     | -                              | -                              | -                              | 27    | 10    |
| Sous-total            | Sous-total              | Sous-total            | 75          | 16          | 5                     | 1                     | -                              | -                              | -                              | 80    | 17    |
| 2016-2017             | Dynamo Moscou           | D2                    | 30          | 6           | 2                     | 1                     | -                              | -                              | -                              | 32    | 7     |
| 2017-2018             | Dynamo Moscou           | D1                    | 22          | 4           | 1                     | 0                     | -                              | -                              | -                              | 23    | 4     |
| 2018-2019             | Dynamo Moscou           | D1                    | 30          | 4           | 1                     | 0                     | -                              | -                              | -                              | 31    | 4     |
| Sous-total            | Sous-total              | Sous-total            | 82          | 14          | 4                     | 1                     | -                              | -                              | -                              | 86    | 15    |
| 2019-2020             | Arsenal Toula           | D1                    | 28          | 15          | 1                     | 0                     | C3                             | 2                              | 0                              | 31    | 15    |
| 2020-2021             | Arsenal Toula           | D1                    | 19          | 2           | 2                     | 1                     | -                              | -                              | -                              | 21    | 3     |
| 2021-2022             | Arsenal Toula           | D1                    | 21          | 3           | 1                     | 0                     | -                              | -                              | -                              | 22    | 3     |
| 2022-2023             | Arsenal Toula           | D2                    | 19          | 7           | -                     | -                     | -                              | -                              | -                              | 19    | 7     |
| Sous-total            | Sous-total              | Sous-total            | 87          | 27          | 4                     | 1                     | -                              | 2                              | 0                              | 93    | 28    |
| Total sur la carrière | Total sur la carrière   | Total sur la carrière | 462         | 88          | 27                    | 5                     | -                              | 2                              | 0                              | 491   | 93    |

## Palmarès
Mordovia Saransk
- Champion de Russie de deuxième division en 2014.

 Dynamo Moscou
- Champion de Russie de deuxième division en 2017.